# Forêt de Brotonne

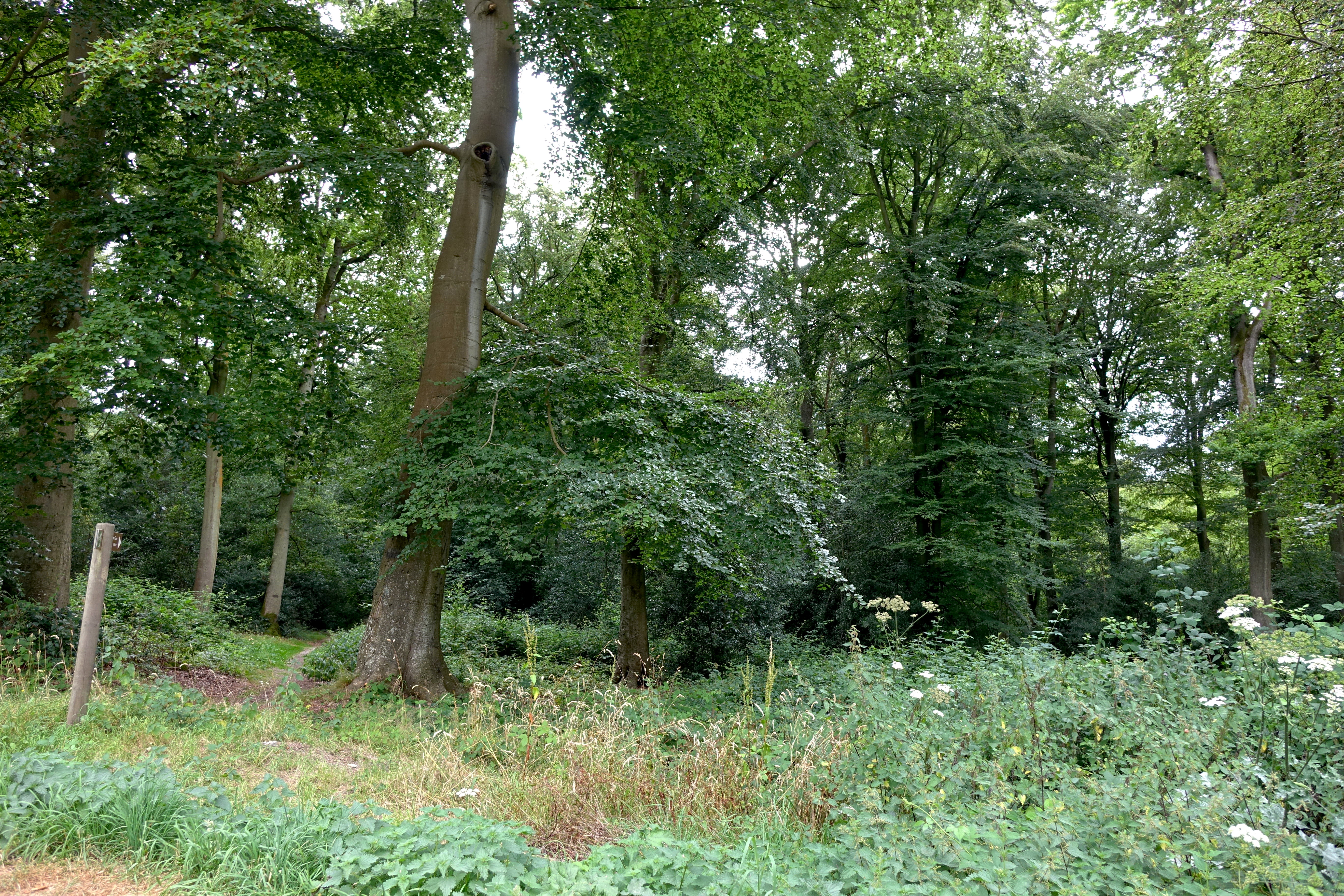
Der Forêt de Brotonne, im Juli 2016

Die Forêt de Brotonne ist ein französischer Staatsforst. Er befindet sich im Département Seine-Maritime in der Region Normandie, etwa 30 Kilometer westlich von Rouen. Der Wald gehört zum Regionalen Naturpark Boucles de la Seine Normande und  liegt am linken Ufer der Seine, wo er von einem nach Norden ausgreifenden Mäander des Flusses großteils umschlossen wird.
Folgende Orte umgrenzen den Wald:
- Saint-Nicolas-de-Bliquetuit im Norden,
- La Mailleraye-sur-Seine im Osten,
- Hauville im Südosten,
- Bourneville im Südwesten und
- Vatteville-la-Rue im Nordwesten.

Am südlichen Waldrand verläuft die Grenze zum Département Eure.

## Geschichte
Im frühen Mittelalter war er ein wildreiches Jagdgebiet und als Forêt d'Arelaune oder Arèle bekannt.
Im Jahr 604 wollte Bertoald, der burgundische Hausmeier, hier auf die Jagd gehen, wurde dabei aber von Merowech, dem Sohn des neustrischen Königs Chlothar II. abgefangen.
Koordinaten: 49° 27′ 23″ N, 0° 42′ 46″ O